# 巴特卡尔
巴特卡尔（Bhatkal），是印度卡纳塔克邦Uttara Kannada县的一个城镇。总人口31785（2001年）。

## 人口
该地2001年总人口31785人，其中男性15944人，女性15841人；0—6岁人口4520人，其中男2362人，女2158人；识字率75.46%，其中男性为78.03%，女性为72.87%。